# Mark Egan
Mark Egan es un músico de jazz y jazz fusion norteamericano, especializado en el bajo sin trastes, conocido sobre todo por haber formado parte de la primera versión del Pat Metheny Group (1977-1980) y por su larga asociación con el grupo de fusión Elements.

## Biografía
Nacido en Brockton, Massachusetts, el 14 de enero de 1951, Mark inició sus estudios musicales con tan sólo 10 años. Bajo la fuerte influencia de su padre, un trompetista entusiasta, el joven Mark adoptó este instrumento, con el que iniciaría su andadura profesional en distintas orquestas y grupos de Rhythm & Blues y del que llegaría a convertirse en una pequeña leyenda local por su gran habilidad con el instrumento. Sin embargo, con 16 años, gracias a su interés por las estrellas de rock del momento (Jimi Hendrix, Cream, Miles Davis, Ravi Shankar, The Beatles o los artistas de la Motown), decide cambiarse al bajo eléctrico, que, desde entonces pasaría a convertirse en su instrumento principal.
Egan se inscribió en la prestigiosa Miami School of Music de Florida, donde -como su colega Michael Manring- llegaría a recibir lecciones privadas del mismísimo Jaco Pastorius, y donde formaría una banda con otros estudiantes (entre los que se encontraban el teclista Clifford Carter o el guitarrista Hiram Bullock) con la que se presentaría a Nueva York en 1976. Allí Mark se hizo rápidamente notar por sus habilidades con el instrumento, y fue reclutado por Eumir Deodato o David Sanborn para distintas grabaciones y conciertos. Otro notable miembro de la Miami School of Music, Pat Metheny advirtió el talento del bajista, y lo fichó para la primera formación de la que se convertiría en su banda insignia, el Pat Metheny Group, grupo con el que Mark Egan trabajó hasta 1980 y a través del que conoció al que desde entonces se convertiría en su pareja musical prácticamente inseparable, el baterista Danny Gottlieb. Fue precisamente con este último con quien Egan fundaría el grupo Elements a principios de los '80, banda que se mantendría activa hasta la actualidad y con la que a nivel artístico y compositivo, el bajista siempre se ha encontrado fuertemente vinculado. 
A mediados de la década de los '80 Mark Egan grabaría su debut en solitario, el álbum Mosaic y, desde entonces, ha venido desarrollado una incesante actividad como músico y compositor, logrando mantener siempre una elevado nivel artístico en proyectos tan diversos entre sí como sus colaboraciones con la cantante Marianne Faithful o el saxofonista Bill Evans. Además, ha puesto en marcha Wavetone records (un sello discográfico propio bajo el que lanza sus propios trabajos y los de sus colaboradores y amigos) o Electric Fields (un estudio de grabación de alta tecnología), y paralelamente ha mantenido una actividad docente que le ha llevado a editar Bass Workshop, un método didáctico para bajistas, además de seguir cultivando su interés por la Filosofía oriental, el yoga o la meditación. 
Aunque Egan cuenta con una colección de más de 30 instrumentos, su figura siempre se ha asociado a la de la firma norteamericana Pedulla, de la que es representante y que ha diseñado expresamente para él un instrumento de doble mástil, el primero fretless y el segundo de 8 cuerdas.

## Trayectoria profesional
En el enorme currículum de colaboraciones de Mark Egan se incluyen tres discos de oro y otros tres de platino, innumerables sesiones de grabación y composición para cine y televisión, giras con artistas de un enorme rango estilístico y una buena cantidad de conciertos a bajo solo. Entre los artistas para quien Egan ha trabajado podemos citar, entre otros muchos, a:
Flora Purim, Airto Moreira, Danny Gottlieb, Pat Metheny, Marianne Faithful, Bill Evans, Hiram Bullock, Clifford Carter, Arcadia, Elements, la Gil Evans Orchestra, Joan Osborne, Michael Franks, Rory Block, David Sanborn, John McLaughlin, Sophie B. Hawkins, Ken Serio, Gato Barbieri, Dave Matthews, Mark Murphy, Jim Hall, Joe Beck, Dave Liebman, Terumas Hino, Gil Goldstein, Mike Stern, Sonny Fortune, Randy Brecker o Eliane Elias.

## Valoración
Mark Egan es uno de los bajistas de sesión más respetados y más demandados de la actualidad. Alumno aventajado de Jaco Pastorius, cuya influencia reconoce abiertamente, forma parte, junto a Michael Manring, Pino Palladino, Alain Caron o Kai Eckhardt, de la pequeña vanguardia de bajistas de élite que, partiendo de la revolución iniciada por Pastorius, han continuado desarrollando el lenguaje y los límites -cada vez más amplios- del bajo fretless en el jazz de vanguardia. Egan posee un sonido único y particularísimo, que debe a su dominio absoluto del arte del manejo de los microtonos, a una técnica y una afinación impecables, y a un oído casi perfecto.

## Discografía seleccionada
Mark Egan ha registrado cinco álbumes en solitario, ha grabado diez álbumes con su banda Elements y dos con Pat Metheny Group. Además, ha editado tres videos (On Yoga & Meditation, Music on the Edge, y Bass Workshop, un vídeo didáctico) y aparece en los créditos de cientos de grabaciones de otros artistas. En cine, es el autor de las bandas sonoras de las películas Tienes un email, Two Moon Junction, Object of My Affection o El color del dinero, además de haber participado en las sesiones de grabación cientos de cuñas y anuncios para televisión. 

### En solitario
- Mosaic (1985)
- Touch of Light (1988)
- Beyond Words (1990)
- Freedom Town (2001)
- As We Speak (2006)
- Beyond Words (2008)

### Con Elements
- Elements (1982)
- Blown Away (1985)
- Forward Motion (1985)
- Illumination (1987)
- Liberal Arts (1989)
- Spirit River (1990)
- Far East Volume 1 (1992)
- Far East Volume 2 (1994)
- Untold Stories (1996)
- Wouldn't It Be Nice-Tribute to Brian Wilson (1997)

### Con Pat Metheny Group
- Pat Metheny Group (1978)
- American Garage (1979)